# Poli(éter-éter-keton)
| Poli(éter-éter-keton)                                                                                           |                     |
| A PEEK polimerlánca                                                                                             |                     |
| |                     |
| IUPAC-név | Poliéter-éter-keton |
| Kémiai azonosítók                                                                                               |                     |
| CAS-szám | 29658-26-2          |
| PubChem | 19864017            |
| ChEBI | 53370               |
| Ha másként nem jelöljük, az adatok az anyag standardállapotára (100 kPa) és 25 °C-os hőmérsékletre vonatkoznak. |                     |

A poli(éter-éter-keton) (PEEK) a nagy teljesítményű anyagok (HPM) csoportjába sorolható, részben kristályos szerkezetű, kiváló hőállóságú műanyag. Sokoldalúan feldolgozható, extrudálható, fröccsönthető. A PEEK lineáris aromás polimerláncból áll (oldalsó kép).
A kristályossági foka maximum 48% körüli, de ezt a feldolgozás körülményei befolyásolhatják. Az ún. krisztallitos PEEK sűrűsége 1,3 g/cm³. Az üvegesedési hőmérséklet eléréséig (143 °C) a mechanikai jellemzői alig változnak. A PEEK mechanikai és dielektromos tulajdonságai az üvegesedési hőmérséklet felett kezdenek el romlani, de 250–360 °C között is tűrhetőek.

## Főbb tulajdonságok
- nagy szilárdság és keménység

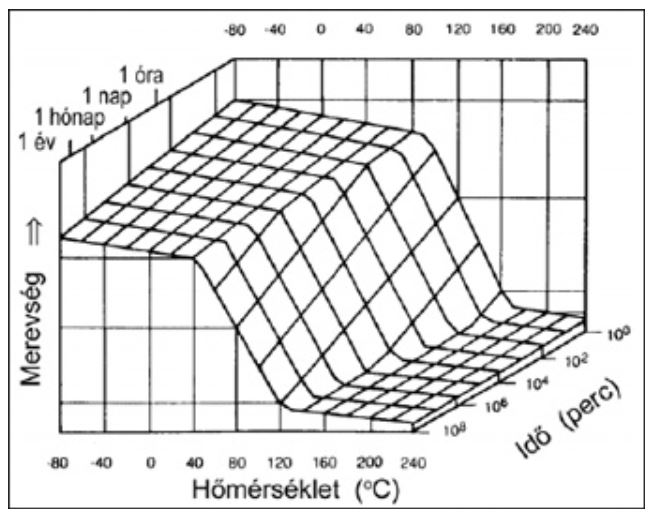
A hőmérséklet és idő hatása a PEEK merevségére

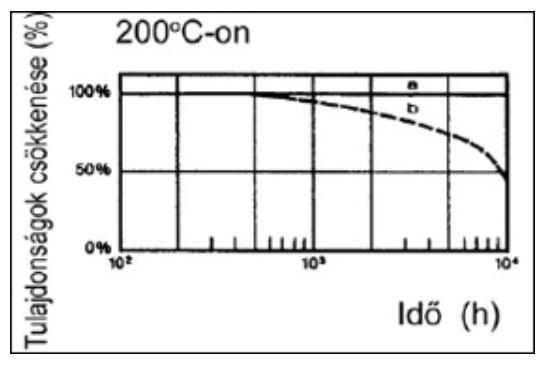
A hőmérséklet és idő hatása a PEEK merevségére

- magas felső alkalmazhatósági hőmérséklethatár (250–310 °C )
- kiváló vegyi és hidrolízis ellenálló képesség
- nagy szilárdság magas hőmérsékleten is
- kiváló kopásállóság (kompozitnál)
- nagy méretstabilitás és merevség magas hőmérsékleten (lásd az ábrán)
- tűz esetén tartós lángállóság és alacsony füstképződés
- jó villamos szigetelő és megfelelő dielektromos viselkedés (ha szénszálat, grafitot nem tartalmaz)
- a termoplasztok között kiemelkedően jól ellenáll a nagy energiájú gamma-sugárzásnak[2]
- öregedésállóság (lásd az ábrán)

| Szakítószilárdság: 75-130 MPa                        | Olvadáspont: 340 °C                                           |
| Szakadási nyúlás: 5-10%                              | Rugalmassági modulus (E): 4400-7700 MPa                       |
| Nyomószilárdság (1%-os deformációhoz): 29-49 MPa     | Felületi ellenállás (Ω): 1015-1016                            |
| Éghetőség (UL-94): V-0                               | Jó tribológiai viselkedés (kompozit változat)                 |
| Térfogati ellenállás (Ω): 1015-1016                  | Hővezető képesség (w/m·K): 0,25 - 0,92                        |
| Széles alkalmazási hőmérséklet-tartomány: +310 °C-ig | Lineáris hőtágulás 150 °C alatt és felett: 18-63·10−6 m/(m·K) |

## Legfőbb alkalmazási területek
Többféle kompozit változata is létezik (erősítés nélküli, teflont (PTFE), grafitot, szenet, üvegszálat vagy ezek kombinációját tartalmazó variáns). Legtöbbször olyan helyen alkalmazzák ahol szélsőséges igénybevételt kell elviselnie (pl. nagyon alacsony vagy magas hőmérséklet, erős sugárzás, nagy terhelés). Alkalmazhatósági területe igen széles, pl. a repülőgépiparban, nukleáris és vegyi iparban, vagy a közlekedéstechnikában is alkalmazható, de ezen kívül gyógyászati alkalmazása is ismert, csípőprotézis és fogpótlásokat is készítenek belőle.